# Ração de combate

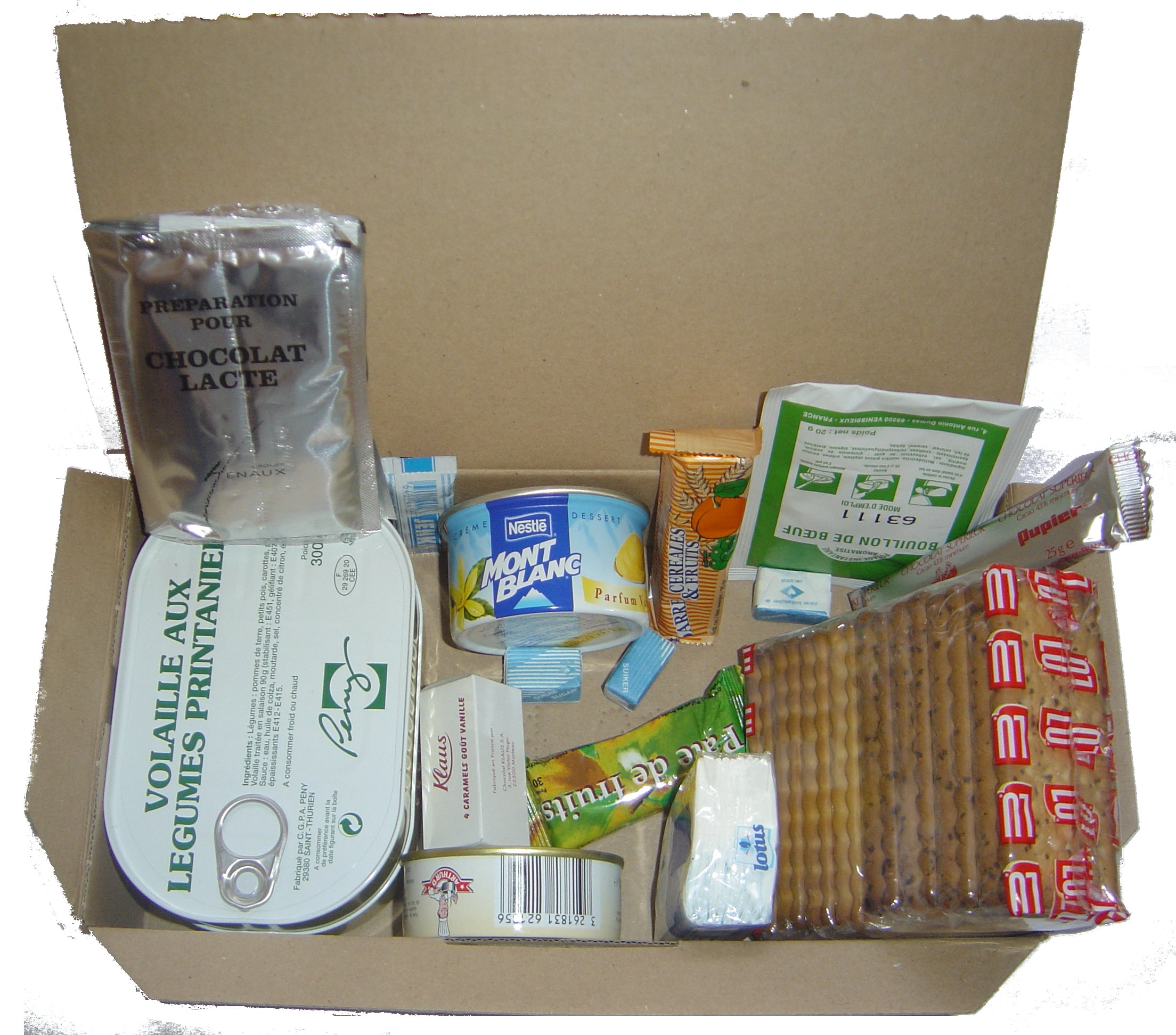
Ração de combate no exército francês.

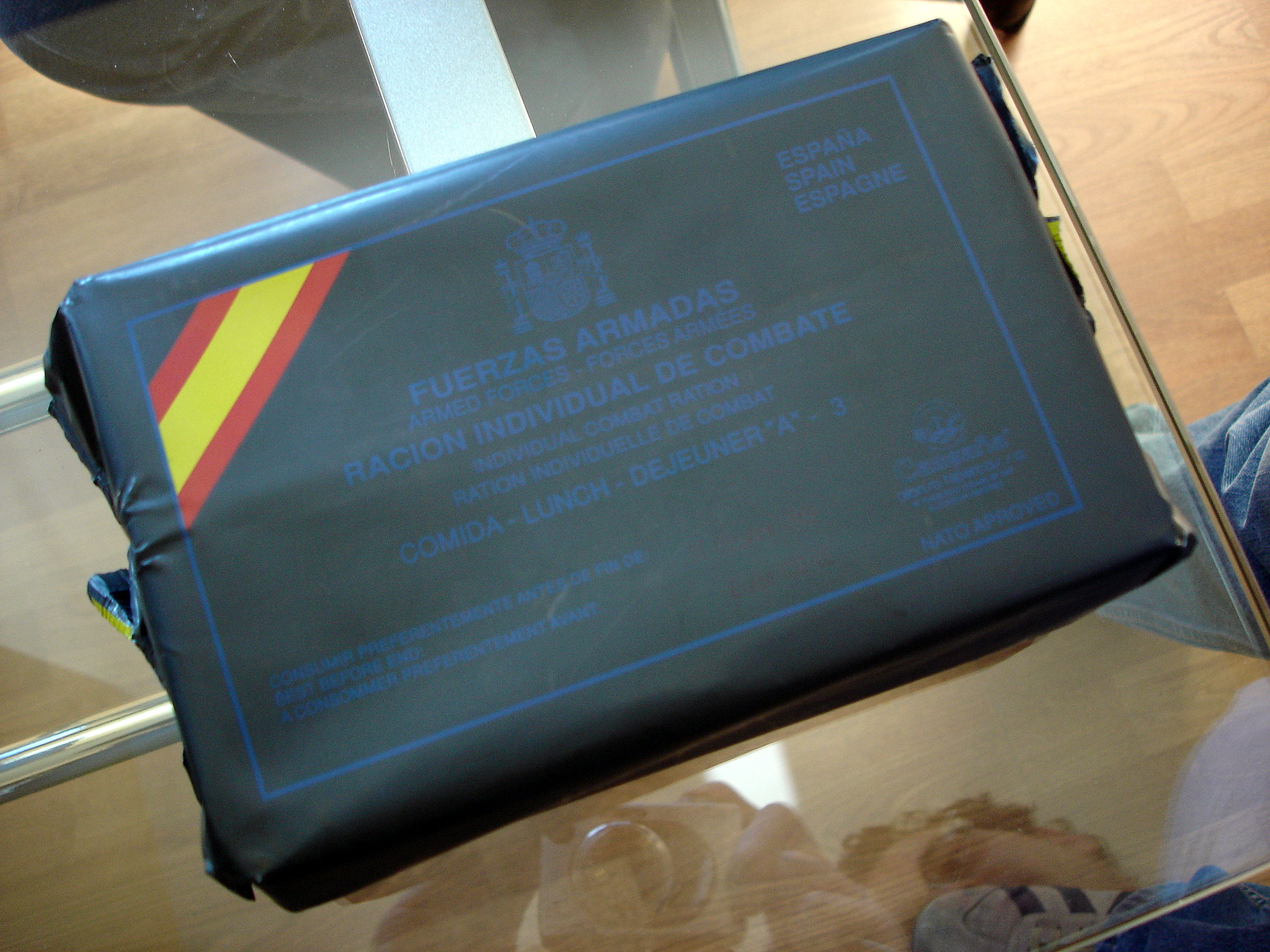
Ração de combate do exército espanhol.

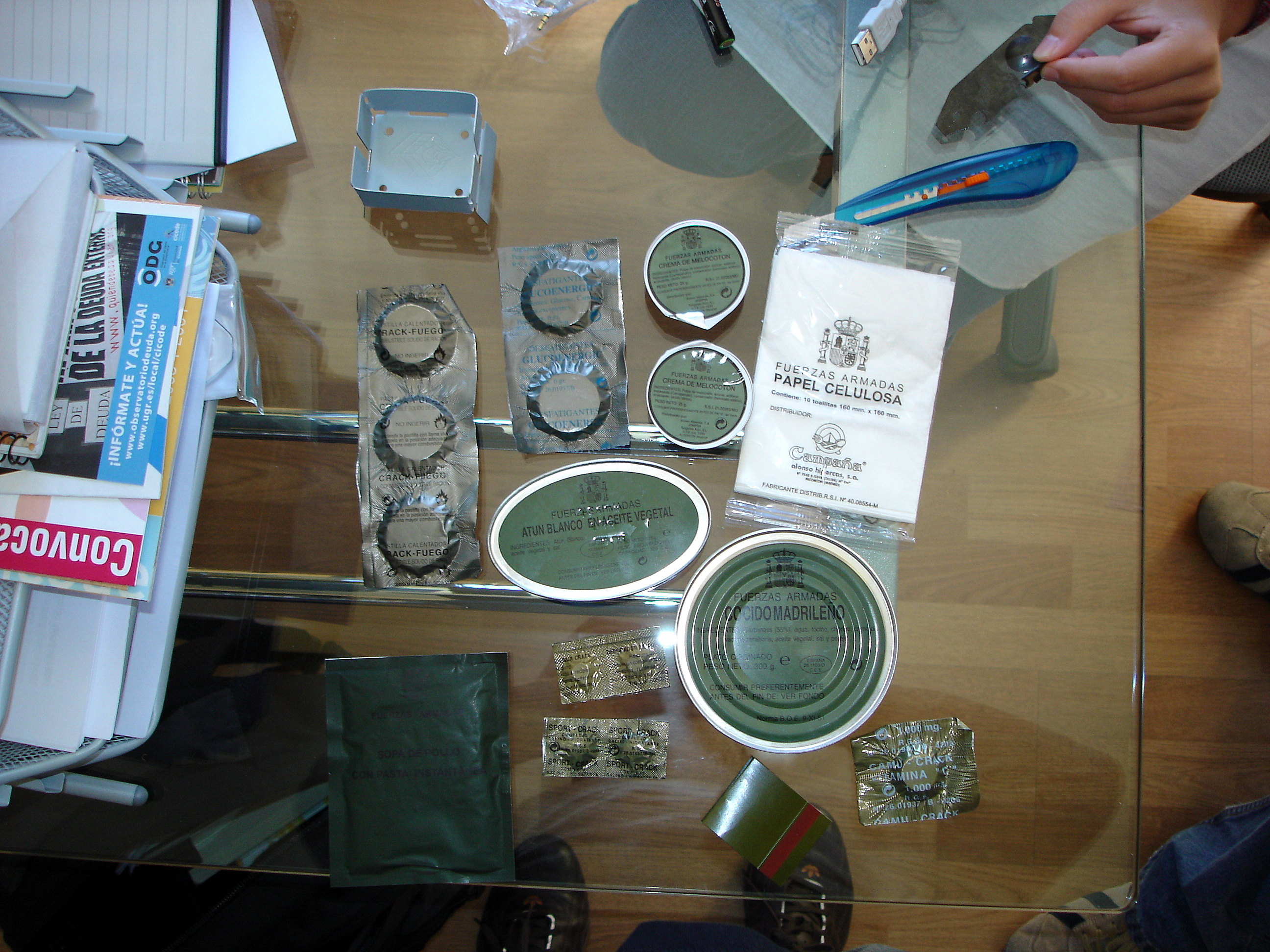
Conteúdo de uma ração de combate do exército espanhol.

Uma ração de combate, ração de previsão ou ainda MRE (em inglês:  Meal, Ready to Eat) é uma comida empacotada para ser facilmente preparada e consumida pelas tropas no campo de batalha.
Este tipo de alimento costuma ser muito útil nas operações de ajuda em caso de desastres, porque podem ser transportadas em grandes quantidades e ser distribuídas facilmente. Cobrem as necessidades nutricionais básicas aos afetados até que se possam instalar cozinhas mais permanentes.

## América

### Argentina
A Ração de Combate (Individual) foi introduzida em 2003, que consiste numa carteira de plástico cinza e alumínio laminado que contém uma mistura de alimentos enlatados e desidratados, além de suplemento mínimos, a um soldado por um dia. Todos os produtos são produtos domésticos disponíveis comercialmente. A cada ração contêm: carne em puré, bolachas, sopa instantânea, barra de cereais com fruta, uma barra de chocolate com nozes ou caramelo, café instantâneo, sumo de laranja em pó, açúcar, sal, uma equipa para aquecer com um sistema de tabletas alimentados por álcool, uma carteira de plástico e um pacote de lenços de papel.
- Menu nº1: Carne de vaca, paté de carne, bolachas estaladiças de água, e sopa instantânea com macarrão.
- Menu nº2: Vitela assada com molho condimentado, paté de carne, bolachas de trigo, e polenta de rápida preparação com molho de queijo.

### Brasil
No Brasil, é chamada de Ração Operacional de Combate, a R2 contém comidas e ítens suplementares para o soldado durante 24 horas (a R3 durante 12 horas) é embalado em polietileno de alumínio e plástico, dividido em partes:
- 1 - Desjejum (café da manhã, 130 mm x 200 mm) *
- 2 - Almoço (Almoço, 240 mm x 300 mm)
- 3 - Jantar (jantar, 240 mm x 300 mm)
- 4 - Ceia (ceia 130 mm x 200 mm)
- 5 - Acessórios (Acessórios, 160 mm x 260 mm)

Dentre as opções do prato principal encontram-se:
- Menu 1: carne picada em molho, espaguete com molho de carne
- Menu 2: frango com legumes, arroz com feijão preto e carne
- Menu 3: ensopado de feijão preto, carne moída com batatas
- Menu 4: carne seca com abóbora, frango com legumes e massas
- Menu 5: feijão branco w / salsicha, risoto com carne e legumes

### Canadá
Canadá provê à cada soldado com uma comida completa pré-cozinhada conhecida como Individual Meal Pack, embalada dentro de um pacote de papel duro. Há 5 menus de café da manhã, 6 de almoço e 6 supermenús. As rações canadianas são generosas e dispõem de um grande número de produtos disponíveis comercialmente. Na porporção que a ração dos Estados Unidos a comida principal está pré-cozinhada e pronta para comer, embalada num pacote de plástico rigo. Geralmente a ração contém um elemento para a comida (batatas e salsichas, batatas ao escalope com presunto, salmão defumado, macarrão com queijo, tortilha de queijo com cogumelos, queijos,...), um pacote húmido com fruta e dependendo da comida um pacote com sopa instantânea, cereais, sumo desidratado, manteiga de amendoim, mel, crackers, café e chá, açúcar, barras de chocolate e caramelos, uma colher longa de plástico e toalhas de papel. Canadá também tem feito uso de pacotes mais limitados chamados Light Meal Pack que continham carne ou queijo desidratado, fruta desidratada e barras de granola ou chocolate.